# Varsity Blues
Varsity Blues é o programa de esportes intercolegial da Universidade de Toronto. Suas equipes atléticas participam em competições organizadas pelo Ontario University Athletics e Canadian Interuniversity Sport. O Varsity Blues foi fundado em 1877, com a formação de uma equipe de futebol canadense. Desde 1908, atletas do Varsity Blues ganharam diversas medalhas em Jogos Olímpicos e Jogos Paraolímpicos, e competiram em campeonatos da Federação Internacional de Esportes de Universidade, Commonwealth Games e dos Jogos Pan-americanos.